# Chimes of Freedom (EP)
Chimes of Freedom es el primer EP del músico estadounidense Bruce Springsteen, publicado por la compañía discográfica Columbia Records en agosto de 1988. El álbum fue publicado en apoyo de Human Rights Now!, una gira de varios artistas organizada por Amnistía Internacional en la que Springsteen anunció su involucración el 3 de julio de 1988 durante un concierto en Estocolmo, Suecia, antes de interpretar una versión del tema de Bob Dylan «Chimes of Freedom».
Junto a la versión de Dylan, que alcanzó el puesto 16 en la lista estadounidense Billboard Mainstream Rock, Chimes of Freedom incluyó canciones interpretadas en directo durante la gira Tunnel of Love Express, que incluyó a The Miami Horns como sección de vientos. Entre las versiones en directo se incluyó una interpretación en acústico de «Born to Run», así como «Be True», originalmente publicada como cara B del sencillo «Sherry Darling» en 1980.
En la publicación original en vinilo, los temas eran más largos que en la edición en CD, donde se acortó la duración de «Chimes of Freedom» y «Tougher Than the Rest» debido al uso de discos de tres pulgadas que limitaban la duración de las canciones. Reediciones posteriores en formato CD, así como su edición digital en iTunes, incluyeron las versiones originales sin editar. 
A pesar de su limitada distribución y de no entrar en ninguna lista de discos más vendidos, Chimes of Freedom fue certificado disco de oro por la CRIA.

## Lista de canciones
Todas las canciones escritas y compuestas por Bruce Springsteen excepto donde se anota. 
| N.º | Título                                                                           | Escritor(es) | Duración |  |
| 1.  | «Tougher Than the Rest» (Los Angeles Memorial Sports Arena, 27 de abril de 1988) |              | 6:39     |  |
| 2.  | «Be True» (Joe Louis Arena, Detroit, 28 de marzo de 1988)                        |              | 4:48     |  |
| 3.  | «Chimes of Freedom» (Stockholms Olympiastadion, 3 de julio de 1988)              | Bob Dylan    | 7:21     |  |
| 4.  | «Born to Run» (Los Angeles Memorial Sports Arena, 27 de abril de 1988)           |              | 5:23     |  |

## Personal
- Bruce Springsteen: voz, guitarra y armónica
- The E Street Band:
  - Roy Bittan: piano y sintetizador
  - Clarence Clemons: saxofón y percusión
  - Danny Federici: órgano
  - Nils Lofgren: guitarra
  - Patti Scialfa: guitarra y coros
  - Garry Tallent: bajo
  - Max Weinberg: batería
- The Miami Horns
  - Mario Cruz: saxofón
  - Eddie Manion: saxofón
  - Mark Pender: trompeta
  - Richie "La Bamba" Rosenberg: trombón
  - Mike Spengler: trompeta